# Cyphopterum quartaui
Cyphopterum quartaui är en insektsart som beskrevs av Rauno E. Linnavuori 1974. Cyphopterum quartaui ingår i släktet Cyphopterum och familjen Flatidae. Inga underarter finns listade i Catalogue of Life.